# نورمان نيلسون (لاعب اتحاد الرغبي)
نورمان نيلسون (بالإنجليزية: Norman Nelson)‏ هو لاعب اتحاد الرغبي جنوب أفريقي، ولد في 10 أغسطس 1983 في Patensie ‏ في جنوب أفريقيا.